# Eupelmus epilamprops
Eupelmus epilamprops är en stekelart som beskrevs av Perkins 1910. Eupelmus epilamprops ingår i släktet Eupelmus och familjen hoppglanssteklar. Inga underarter finns listade i Catalogue of Life.